# Merginae
Merginae är en underfamilj inom familjen änder (Anatidae). 
Merparten av arterna inom underfamiljen är marina förutom under häckningstid och därför har många av dem utvecklat specialiserade körtlar som gör att de klarar av saltvattnet. Dessa körtlar utvecklas dock under deras första år vilket gör att juvenila fåglar saknar denna förmåga. En del av arterna föredrar flod- och sjöbiotoper framför havsbiotoper.
Alla utom 2 av de 21 arterna återfinns på nordliga breddgrader.
Alla arter inom underfamiljen dyker efter föda, fast i olika utsträckning. De fiskätande arterna i denna grupp, exempelvis skrakarna, har tandade kanter på sina näbbar vilket gör att de kan greppa sin föda. Andra arter inom underfamiljen äter mest mollusker och kräftdjur som de tar från botten.

## Släkten och arter
Det finns 21 nu levande arter uppdelade i nio släkten.
Underfamilj Merginae
- Släkte Polysticta
  - Alförrädare (Polysticta stelleri)
- Släkte Ejdrar (Somateria)
  - Ejder (Somateria mollissima)
  - Glasögonejder (Somateria fischeri)
  - Praktejder (Somateria spectabilis)
- Släkte Histrionicus
  - Strömand (Histrionicus histrionicus)
- Släkte Camptorhynchus
  - Labradorand (Camptorhynchus labradorius) – utdöd nordamerikansk art som ska ha häckat på Newfoundland i Kanada.
- Släkte Melanitta
  - Sjöorre (Melanitta nigra)
  - Amerikansk sjöorre (Melanitta americana) – tidigare kategoriserad som en underart av M. nigra
  - Svärta (Melanitta fusca)
  - Amerikansk knölsvärta (Knölsvärta) (Melanitta deglandi) – tidigare kategoriserad som en underart av M. fusca
  - Sibirisk knölsvärta (Melanitta stejnegeri)  – tidigare kategoriserad som en underart av M. fusca alternativt deglandi
  - Vitnackad svärta (Melanitta perspicillata)
- Släkte Clangula
  - Alfågel (Clangula hyemalis)
- Släkte Knipor (Bucephala) – mindre marint än många av de andra arterna inom underfamiljen; vissa bestånd häckar i skogssjöar och alla arter kan övervintra i sötvatten
  - Knipa (Bucephala clangula)
  - Islandsknipa (Bucephala islandica)
  - Buffelhuvud (Bucephala albeola)
- Släkte Mergellus – räknades tidigare till släktet Mergus
  - Salskrake (Mergellus albellus)

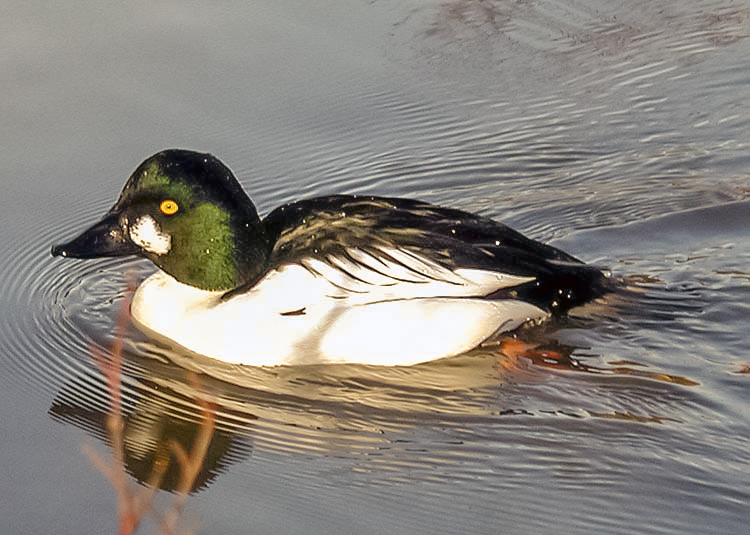
Knipa (Bucephala clangula) - hane

- Släkte Lophodytes – räknades tidigare till Mergus
  - Kamskrake (Lophodytes cucullatus)
- Släkte Mergus – omfattar de minst marina arterna inom underfamiljen och endast småskrake befinner sig vanligast i marina biotoper
  - Nyazeelandskrake (Mergus australis) – endemisk art, utdöd cirka 1902
  - Storskrake (Mergus merganser)
  - Cerradoskrake (Mergus octosetaceus)
  - Småskrake (Mergus serrator)
  - Amurskrake (Mergus squamatus)